# 七海れん
七海 れん（ななみ れん、1990年11月14日 - ）は、神奈川県出身の日本の元タレントである。
かつての所属事務所はY・M・O→RUF。RUF移籍に伴い、芸名をデビュー当初の佐々木 蓮から表題名の七海れんに改名。
芸能人女子フットサルチーム「FANTASISTA」に所属していたが、チームは2009年3月31日をもって一時休部。その後ミスマガジンチームに移籍し、2010年6月にはミスマガジン2009フットサル賞に選出されている。
しかし結婚・妊娠のため、2010年内限りで芸能界を引退。
この時点では妊娠5ヵ月であり結婚相手は、ASVペスカドーラ町田の木野雅之選手。

## 出演

### テレビ
- 恋するフットサル（フジテレビ）
- フットサル・ガールズ（2009年〜BS日テレ）
- あらびき団（2010年5月18日 TBS）

### ラジオ
- ASIAN美少女ファイル（USEN）

### DVD
- Welina（2007年7月）＊ハワイロケ

### 舞台
- クリスマスファンタジーライブ（朝倉薫演劇団）